# 女川村
女川村（おんながわむら）は、かつて新潟県岩船郡にあった村。

## 沿革
- 1889年（明治22年）4月1日 - 町村制施行に伴い岩船郡上野新村、朴坂村、宮前村、南中村、蛇喰村、上新保村、若山村、小和田村、中束村が合併し、女川村が発足。
- 1901年（明治34年）11月1日 - 岩船郡川北村と合併し、女川村を新設[1]。
- 1954年（昭和29年）8月1日 - 岩船郡関谷村と合併し、関川村となり消滅[1]。